# Ташкентская область
Ташке́нтская о́бласть (вилоя́т; узб. Toshkent viloyati / Тошкент вилояти) — административная единица в составе Узбекистана. Административный центр — город Нурафшан (до 26 декабря 1991 года административным центром был город Ташкент, де-факто оставался им до 25 августа 2017 года). На 2011 год население составляло 2 644 400 человек.

## История
Область образована 15 января 1938 года в составе Узбекской ССР. В 1950—1951 годах Первым секретарём областного комитета ВКП(б) был Н. А. Мухитдинов. До 25 августа 2017 года де-факто административным центром области являлся город Ташкент.

## География

Физическая карта Ташкентской области

Ташкентская область расположена на северо-востоке Узбекистана между западной частью гор Тянь-Шаня и рекой Сырдарья. Её площадь составляет 15 300 км².
Большая часть территории Ташкентской области — предгорная равнина. На севере и северо-востоке — хребты Западного Тянь-Шаня высотой до 4299 м.
Область граничит на севере и северо-западе с Казахстаном, на северо-востоке — с Кыргызстаном, на востоке — с Наманганской областью, на юге — с Таджикистаном, на юго-западе — с Сырдарьинской областью.
Почвы, в основном, серозёмные. Большая часть территории распахана, по берегам рек — тугаи, в горах — субальпийские и альпийские луга. Недра богаты медью, бурым углём, молибденом, цинком, золотом, серебром, редкоземельными металлами и др.
Главная река — Сырдарья с притоком Чирчи́к, есть Чарвакское водохранилище. В Ташкентской области располагается Чирчик-Бозсуйский каскад ГЭС и находится Чаткальский заповедник.
Автомобильные коды: 11 — действителен до 1 января 2013 года; 10 — действителен для новых автомобильных номеров.

## Климат
Климат — резко континентальный с мягкой влажной зимой и жарким сухим летом. Средняя температура января — −1 °C, июля — +36 °C. Осадков — около 300 мм в год.

## Население
На официальном сайте Комитета по межнациональным отношениям и дружественным связям с зарубежными странами при Кабинете министров Республики Узбекистан опубликованы следующие сведения о численности национальных меньшинств в Ташкентской области на 1 января 2017 года:
- казахи — 46 734 человек.
- корейцы — 60 893 человек.
- украинцы — 29 720 человек.

## Административно-территориальное деление
Область делится на 15 районов (туманов), численность населения которых указана по состоянию на 1 июля 2018 года:

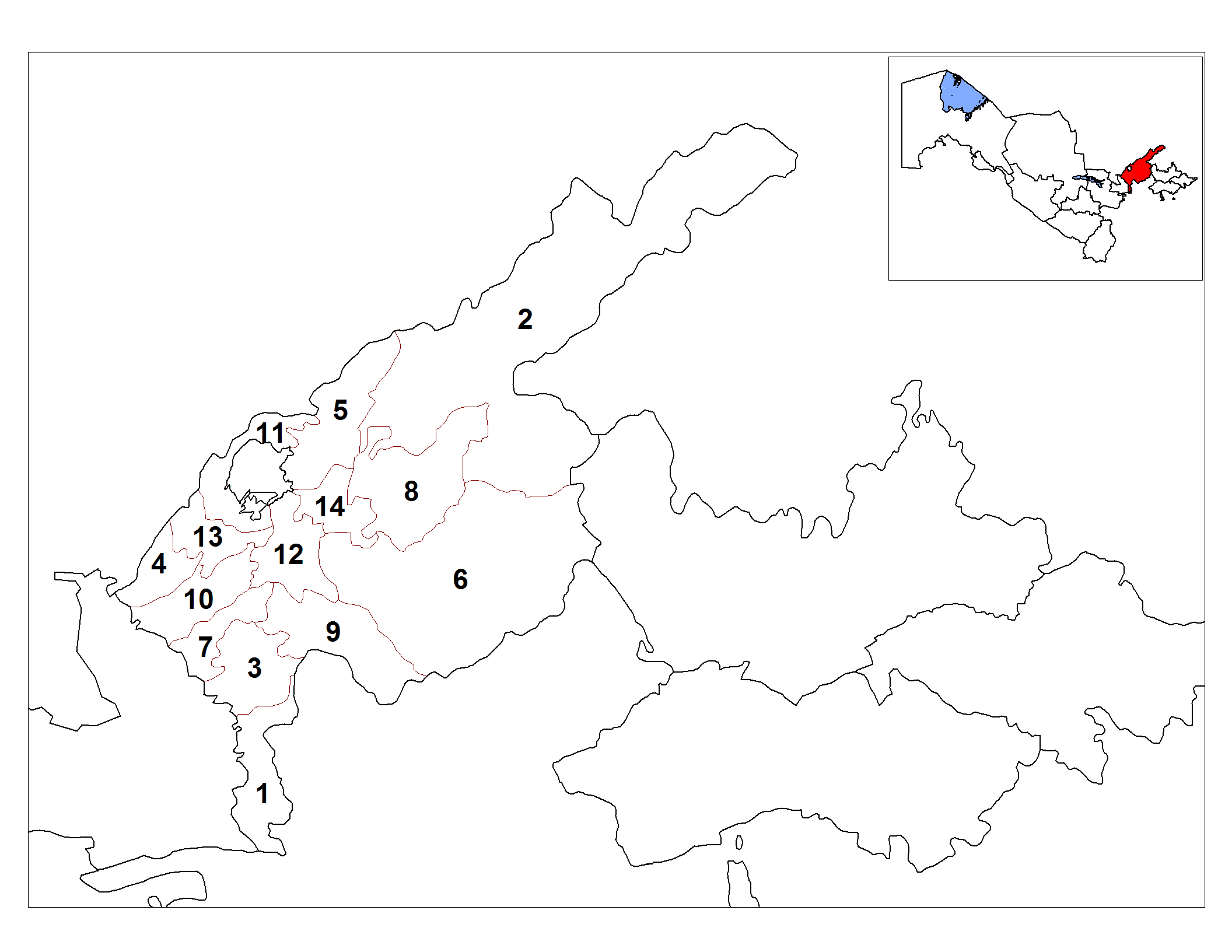
Административно-территориальное деление Ташкентской области

- Аккурганский район (7) — 102 014 человек, административный центр — город Аккурган;
- Ахангаранский район (6) — 92 987 человек, административный центр — город Ахангаран;
- Бекабадский район (1) — 152 548 человек, административный центр — городской посёлок Зафар;
- Бостанлыкский район (2) — 165 558 человек, административный центр — город Газалкент;
- Букинский район (3) — 121 582 человека, административный центр — город Бука;
- Зангиатинский район (11) — 193 005 человек, административный центр — городской посёлок Эшангузар;
- Кибрайский район (5) — 195 097 человек, административный центр — городской посёлок Кибрай;
- Куйичирчикский район (10) — 104 828 человек, административный центр — город Дустабад;
- Паркентский район (8) — 149 374 человека, административный центр — город Паркент;
- Пскентский район (9) — 97 947 человек, административный центр — город Пскент;
- Ташкентский район (15) — 175 508 человек, административный центр — город Келес;
- Уртачирчикский район (12) — 142 362 человека, административный центр — городской посёлок Карасу;
- Чиназский район (4) — 129 614 человек, административный центр — город Чиназ;
- Юкарычирчикский район (14) — 131 163 человека, административный центр — городской посёлок Янгибазар;
- Янгиюльский район (13) — 202 701 человек, административный центр — городской посёлок Гульбахор.

И 7 городов областного значения:
- Алмалык — 127 493 человека;
- Ангрен — 183 586 человек;
- Ахангаран — 36 500 человек;
- Бекабад — 90 400/93 015 человек;
- Нурафшан — 49 731 человек;
- Чирчик — 154 631 человек;
- Янгиюль — 60 073 человека.

В состав области входят 16 городов и 18 городских посёлков:

| - Авангард — городской посёлок; - Ангрен — город; - Алмалык — город; - Алмазар — город; - Аккурган — город; - Акташ — городской посёлок; - Ахангаран — город; - Бекабад — город; - Бектемир — городской посёлок; - Богистон — городской посёлок; - Бричмулла — городской посёлок; - Бука — город; - Газалкент — город; - Гульбахор — городской посёлок; - Дустабад — город; - Искандар — городской посёлок; - Карабулак — городской посёлок; - Келес — город; | - Кибрай — городской посёлок; - Кумышкан — городской посёлок; - Красногорск (Красногорский) — городской посёлок; - Нанай — городской посёлок; - Невич — городской посёлок; - Нурабад — городской посёлок (Ново-Ангренская ГРЭС); - Нурафшан — город; - Паркент — город; - Пскент — город; - Салар — городской посёлок; - Сукок — городской посёлок; - Сиджак — городской посёлок; - Чиназ — город; - Чарвак — город; - Чирчик — город; - Янгиабад — город; - Янгибазар — городской посёлок; - Янгиюль — город. |

### История административного деления
К концу 1938 года область включала Ак-Курганский, Ахан-Гаранский, Беговатский, Верхне-Чирчикский, Калининский, Мирзачульский, Нижне-Чирчикский, Орджоникидзевский, Паркентский, Пскентский, Средне-Чирчикский, Хавастский, Чиназский и Янги-Юльский районы, а также города областного подчинения Ташкент, Чирчик и Янги-Юль.
В 1939 году был образован Сырдарьинский район, в 1941 — Карасуйский и Ташкентский, в 1943 — Букинский, в 1952 — Верхне-Волынский и Гулистанский, в 1953 — Октябрьский и Урта-Сарайский, в 1955 — Баяутский. Статус городов областного подчинения получили: в 1945 — Беговат, в 1946 — Ангрен, в 1951 — Алмалык, в 1952 — Мирзачуль, в 1957 — Янгиер.
В 1956 году из Казахской ССР в Ташкентскую область был передан Бостанлыкский район.
В 1957 году был упразднён Ахангаранский район, в 1959 — Баяутский, Верхневолынский, Калининский, Карасуйский, Мирзачульский, Октябрьский, Паркентский, Урта-Сарайский и Хавастский районы.
В 1961 году были образованы Ахангаранский, Калининский, Комсомольский и Янгиерский районы. Город Мирзачуль был переименован в Гулистан.
В декабре 1962 были упразднены Ахангаранский, Беговатский, Бостанлыкский, Комсомольский, Нижне-Чирчикский, Орджоникидзевский, Пскентский, Ташкентский и Чиназский районы.
16 февраля 1963 года в Сырдарьинскую область были переданы Гулистанский, Сырдарьинский, Янгиерский районы и города Гулистан и Янгиер.
В 1963 годы был образован Беговатский район, в 1964 — Орджоникидзевский, в 1968 — Бостанлыкский, в 1970 — Пскентский, в 1971 — Ахангаранский, в 1973 — Нижнечирчикский и Чиназский, в 1975 — Ташкентский. В 1976 году статус города областного подчинения получил Ахангаран.
В 1978 году Верхнечирчикский район был переименован в Коммунистический, а Нижнечирчикский — в Галабинский.
В 1979 году был образован Паркентский район. В 1986 статус городов областного подчинения получили Нариманов и Янгиабад.

## Транспорт

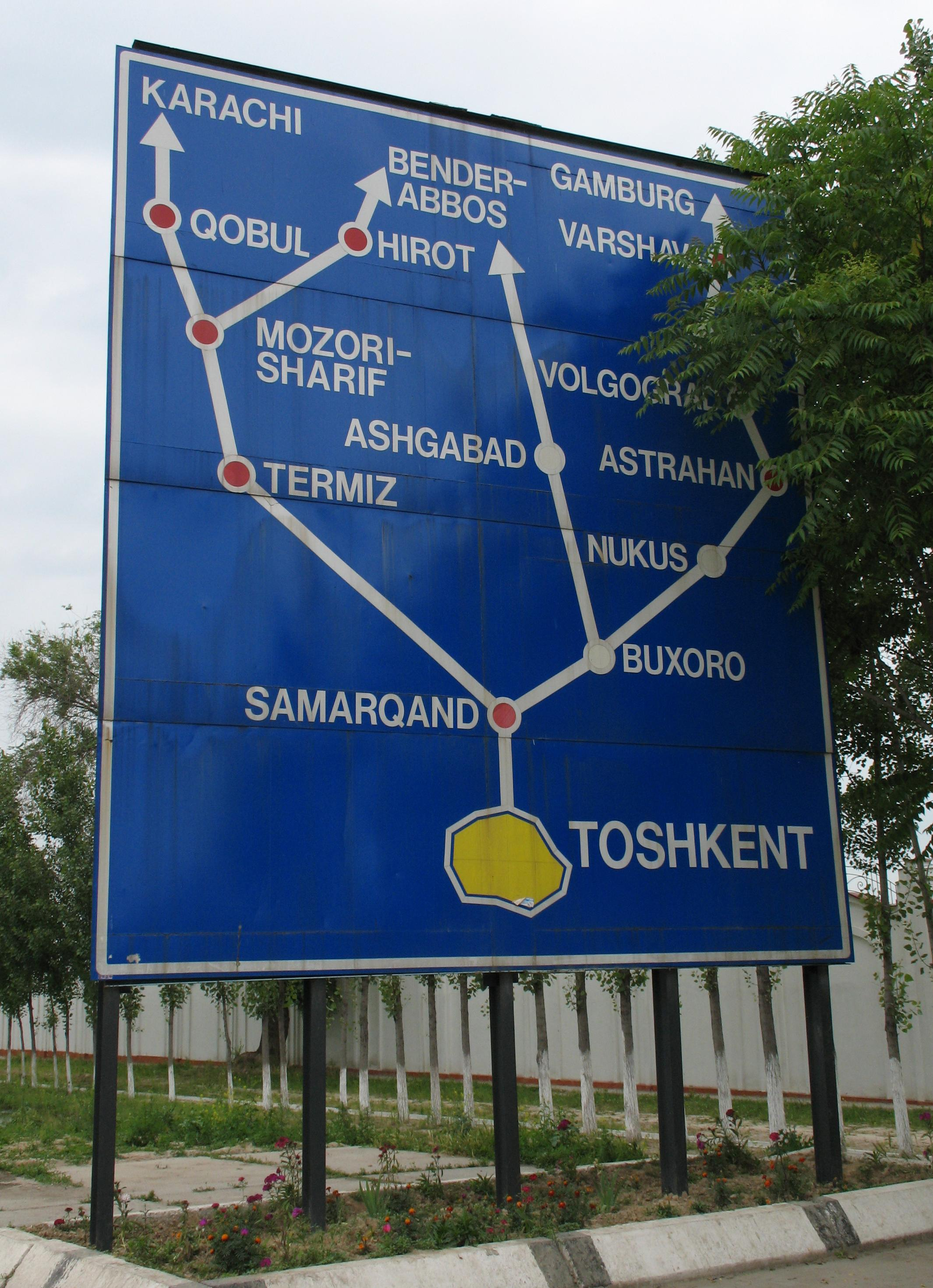
Дорожный указатель в Ташкентской области

- Протяжённость железных дорог — более 360 км
- Протяжённость автомобильных дорог — 3771 км

## Палеоантропология и археология
- В окрестностях посёлка Обирахмат (Аурахмат) Бостанлыкского района в гроте Оби-Рахмат были найдены останки мальчика 9—12 лет, похожего и на неандертальца, и на кроманьонца. Возраст останков — не менее 50 тысяч лет[6].
- В культурных слоях верхнепалеолитической стоянки Кульбулака обнаружены очажные пятна, вокруг которых концентрировалась основная жизнедеятельность людей эпохи позднего палеолита[7][8].
- К эпохе бронзы относится курганное скорченное погребение ок. Янги-юля в Ташкентской области, которое по ритуалу захоронения ближе всего к погребениям срубно-хвалынской культуры Южного Повольжья[9].
- Мавзолей Шоабдумалик ота — исламский культовый центр, мавзолей и археологический памятник, расположенный примерно в 40 км от Ташкента по Ахангаранскому шоссе, на правобережье долины реки Ахангаран.

## Хокимы (губернаторы)
1. Мирзакулов Уммат Маматкулович (12.01.2000-29.01.2004);
2. Туляганов Козим (29.01.2004-07.11.2005).
3. Куччиев Мирзамашрап Раззакович (7.11.2005[10]-22.12.2006).
4. Ниязов, Зиёвуддин Кучкарович (с 22.12.2006[11])
5. Усманов, Ахмад Тугилович (1.04.2013[12] — 4.02.2016)[13]
6. Абдуллаев, Содик Собитович (4 февраля — 12 августа 2016)[14]
7. Эргашходжаев, Исламджан Джасурович (и. о.) (12 августа — 15 декабря 2016)[15]
8. Бабаев, Шукурулло Хабибуллаевич (15 декабря 2016[16] — 30 октября 2017)
9. Ибрагимов, Гуломжон Иномович (30 октября 2017 — 4 июня 2019[17])
10. Холматов, Рустам Курбонназарович (и. о. с 4 июня 2019[18], хоким с 14 января 2020 года[19] - 30 января 2021 года).
11. Даврон Хидоятов[20] (и. о. с 30 января 2021 — 18 ноября 2021)
12. Мирзаев Зоир Тоирович (хоким с 18 ноября 2021 года)